# کار (ترمودینامیک)
کار در علم ترمودینامیک به کاری که توسط سیستم بر روی محیط یا به عکس رخ می‌دهد، گفته می‌شود. کار اصولا از طریق تغییر حجم سیستم صورت می‌گیرد. کار انجام شده توسط سیستم روی محیط منفی  و کار انجام شده محیط روی  سیستم مثبت در نظر گرفته می‌شود. واحد کار ترمودینامیکی نیز مانند واحد کار مکانیکی است و در سیستم SI ژول است. رابطه زیر برای محاسبه کار ناشی از تغییر حجم در سیستم استفاده می‌شود:
{\displaystyle W=-\int _{V_{i}}^{V_{f}}p\,dV.}
در این ضابطه {\displaystyle W} نشان دهنده کار مبادله شده، v1 و v2 حجم سیستم در حالت‌های 1 و 2 و {\displaystyle P} تابع فشار سیستم بر حسب حجم است.